# Comuna de Krzynowłoga Mała
Krzynowłoga Mała (polaco: Gmina Krzynowłoga Mała) é uma gminy (comuna) na Polónia, na voivodia de Mazóvia e no condado de Przasnyski. A sede do condado é a cidade de Krzynowłoga Mała.
De acordo com os censos de 2004, a comuna tem 3601 habitantes, com uma densidade 19,5 hab/km².

## Área
Estende-se por uma área de 184,4 km², incluindo:
- área agricola: 67%
- área florestal: 29%

## Demografia
Dados de 30 de Junho 2004:
|                      | Total   | Total | Mulheres | Mulheres | Homens  | Homens |
| -------------------- | ------- | ----- | -------- | -------- | ------- | ------ |
|                      | pessoas | %     | pessoas  | %        | pessoas | %      |
| População            | 3601    | 100   | 1778     | 49,4     | 1823    | 50,6   |
| Densidade (pop./km²) | 19,5    | 100   | 9,6      | 9,6      | 9,9     | 9,9    |

De acordo com dados de 2002, o rendimento médio per capita ascendia a 1438,57 zł.

## Subdivisões
- Borowe-Chrzczany, Bystre-Chrzany, Chmieleń Wielki, Chmielonek, Cichowo, Czaplice-Bąki, Czaplice-Kurki, Gadomiec-Jędryki, Gadomiec-Wyraki, Gąski-Wąsosze, Grabowo-Rżańce, Kaki-Mroczki, Kawieczyno-Saksary, Krajewo-Kłódki, Krajewo Wielkie, Krzynowłoga Mała, Łanięta, Łoje, Marianowo, Masiak, Morawy Wielkie, Ostrowe-Stańczyki, Ożumiech, Piastów, Plewnik, Romany-Fuszki, Romany-Janowięta, Romany-Sebory, Romany-Sędzięta, Rudno Jeziorowe, Rudno Kmiece, Rudno-Kosiły, Skierkowizna, Świniary, Ulatowo-Adamy, Ulatowo-Czerniaki, Ulatowo-Zalesie, Ulatowo-Żyły, Wiktorowo, Wiktorowo-Kolonia.

## Comunas vizinhas
- Chorzele, Czernice Borowe, Dzierzgowo, Jednorożec, Przasnysz